# Granada nos Jogos Pan-Americanos de 1987
Granada' competiu na 10º edição dos Jogos Pan-Americanos, realizados na cidade de  Indianápolis, nos Estados Unidos.